# Gun Hägglund
Gun Hägglund (egentligen Karin Gunvor Helen Sjöblom Hägglund), född 2 mars 1932 i Örnsköldsvik, död 19 augusti 2011 i Visby, var en svensk TV-personlighet. Hon var den första kvinnliga nyhetsuppläsaren i svensk TV. Dessutom ledde hon program som Träna med TV, Halvsju, Razzel och Café Sundsvall. Hägglund arbetade annars främst som översättare av filmer och TV-serier.

## Biografi

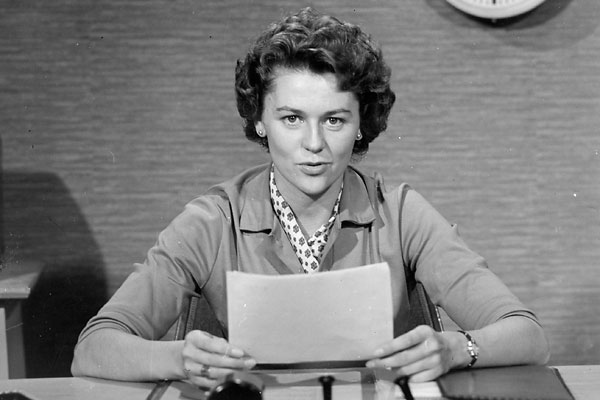
Gun Hägglund som nyhetsuppläsare 1958.

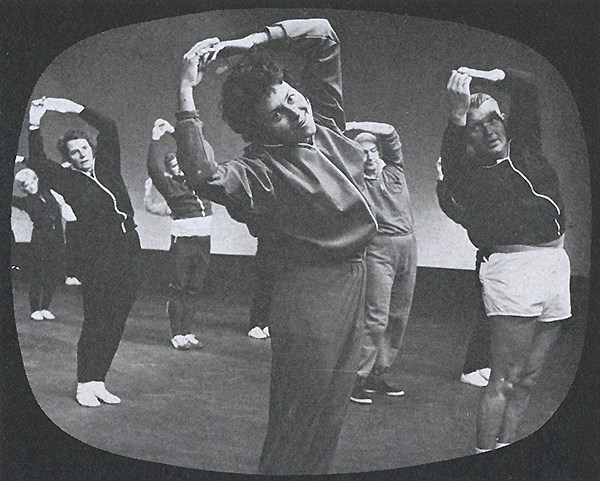
Träna med TV, 1967. Gun Hägglund var programledare tillsammans med Bengt Bedrup (till höger).

Gun Hägglund anställdes på Sveriges Radio 1955. Där arbetade hon på utlandsredaktionen (kortvåg) som sekreterare på dagtid och som hallåa på nätterna.
Till Sveriges Television kom hon 1958. Där debuterade hon i september samma år som nyhetsuppläsare på Aktuellt, och i den rollen blev hon Sveriges första kvinnliga nyhetsuppläsare. Nyhetsuppläsningen i TV skötte hon ofta tillsammans med Olle Björklund. Däremot var hon inte först i världen, eftersom Barbara Mandell läst upp nyheter i brittiska ITN 1955 och Armine Sandford läste upp regionalnyheter i BBC två år senare.
På TV kom Gun Hägglund annars främst att arbeta som översättare av filmer och TV-serier. 2003 pratade hon om sitt arbete som undertextare för TV-programmet Hänt i veckan.
För den breda publiken gjorde hon sig känd för sin medverkan i ett antal populärare tv-program. 1963 deltog hon och Bengt Bedrup som programledare i lanseringen av Träna med TV, där man motionerade i bild och spred friskvårdsrelaterade råd till TV-publiken. Därefter syntes hon i underhållningssammanhang i bland annat Halvsju (1971-73) och Razzel (1984 och 1986). Hägglund var under två års tid programledare för Café Sundsvall.
Hägglund var även engagerad i Cykelfrämjandet. Där verkade hon som generalsekreterare, informationschef och som dess styrelseordförande. I den rollen publicerade hon ett antal böcker om cykling.
Gun Hägglund var från 1962 gift med Karl Axel Sjöblom fram till dennes död 1982. År 1986 flyttade hon från Stockholm till Gotland. Gun Hägglund avled på Visby lasarett den 19 augusti 2011.